# Массовое убийство в Мюнхене (2016)
Массовое убийство в Мюнхене 22 июля 2016 года было совершено 18-летним уроженцем города с иранскими корнями, который пятничным вечером открыл огонь по посетителям ресторана McDonald’s, затем — по прохожим перед рестораном, а после этого — по посетителям расположенного напротив ресторана торгового центра «Олимпия», после чего скрылся. В городе был объявлен режим чрезвычайного положения. В результате возникшей паники, подогреваемой слухами и ложными сообщениями в социальных сетях, в полицию поступили многочисленные сообщения о терактах по всему городу, однако ни одно из них не подтвердилось. В результате трагедии преступником были убиты девять и ранены пятеро человек. Кроме того, ещё 32 человека получили травмы различной степени тяжести вследствие паники, охватившей город в разных его частях, в том числе и в отдалённых от места событий. Сам стрелок спустя почти три часа совершил самоубийство недалеко от места происшествия, выстрелив себе в голову.
В ходе следствия была установлена личность преступника и выявлены каналы приобретения оружия и боеприпасов. В марте 2017 года расследование было официально завершено. В итоге правоохранительные органы пришли к выводам, что преступник сам в одиночку подготовил и осуществил убийства, и исключили политические мотивы, квалифицировав происшедшее как «классический амок». Однако в октябре 2017 года были опубликованы результаты трёх независимых научных экспертиз, которые квалифицировали происшедшее как «политически мотивированное преступление правого характера». Окончательные общественные дебаты по этому поводу ещё не завершены.
Обвинения в убийстве по неосторожности, нанесении тяжких телесных повреждений и незаконной торговле оружием были предъявлены мужчине, продавшему убийце оружие и боеприпасы. Судебные слушания по делу были начаты 28 августа 2017 года. 18 января 2018 года суд признал 33-летнего подсудимого виновным по всем пунктам обвинения и приговорил его к семи годам тюремного заключения. Решение суда будет оспариваться адвокатами подсудимого.

## Ход событий в день трагедии

### Восстановленная картина убийств

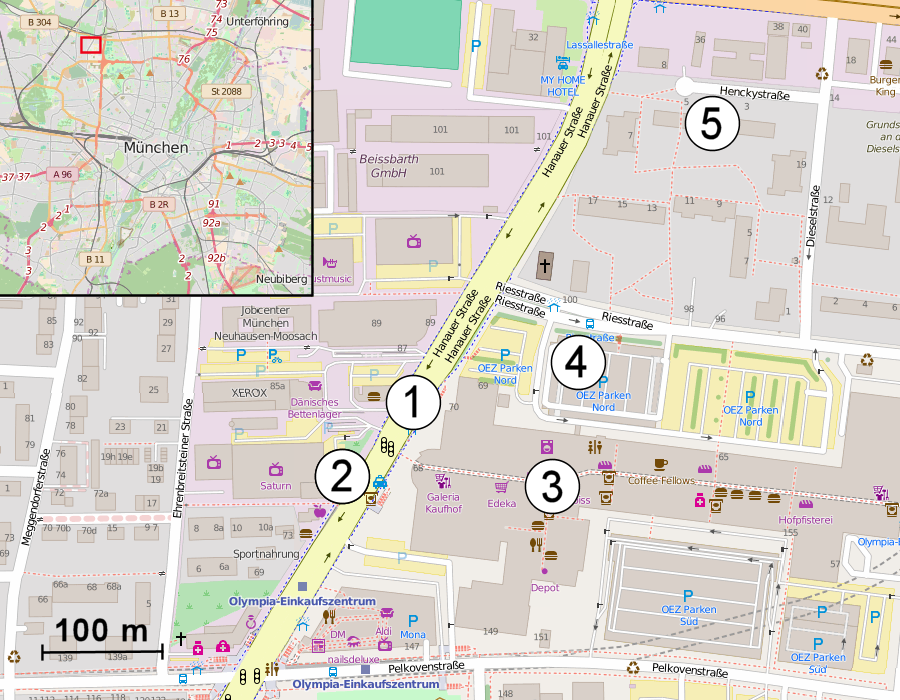
Места трагедии: (1) — ресторан быстрого питания «Макдональдс», (2) — магазин электротехники «Saturn», (3) — западный вход в торговый центр «Олимпия», (4) — северное крыло крытой парковки, (5) — Хенкиштрассе

Пятничным вечером 22 июля 2016 года в 17:51 по местному времени неизвестный, выходя из туалета в ресторане быстрого питания McDonald's на Ханауэр-штрассе в мюнхенском районе Моозах, стремительно направился в сторону сидящей в углу группы из шести подростков и открыл по ним огонь, застрелив двух 14-летних девочек и трёх 14-15 летних мальчиков. Ещё один 13-летний мальчик получил множественные тяжёлые ранения, однако смог покинуть ресторан через эвакуационную лестницу после того, как убийца покинул помещение ресторана.
Спустя одну минуту после расстрела в «Макдоналдсе» преступник вместе с выбегающей из ресторана толпой вышел на улицу через главный вход и продолжил стрелять в убегавших в сторону расположенного справа магазина электроники и входа в подземную парковку, где убил 17-летнего и тяжело ранил 27-летнего мужчин. После этого он продолжил расстрел случайных прохожих, убив 45-летнюю женщину и ранив 60-летнего мужчину. Попавшая под обстрел 44-летняя женщина с огневыми ранениями вместе с тремя детьми смогла укрыться в магазине электроники. После чего убийца застрелил 19-летнего мужчину недалеко от входа в подземное метро.

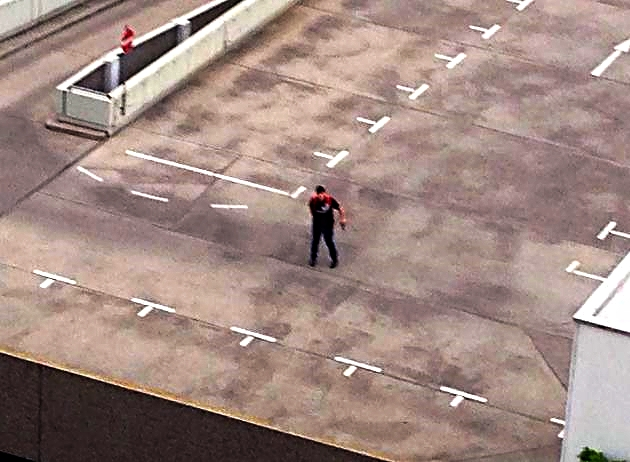
Кадр заснятого на мобильный телефон видео с крыши парковки

Затем убийца перешёл на другую сторону Ханауэр-штрассе и направился через центральный вход в здание торгового центра «Олимпия», где настиг свою последнюю жертву возле эскалатора смертельным выстрелом, после чего через крытый мост отправился на крышу расположенного по соседству здания крытой парковки, по пути выполнив несколько выстрелов в сторону прохожих на парковке, однако не поранив никого при этом. После того, как он расстрелял два пустых припаркованных автомобиля в 17:59 он направился на крышу, где вступил в словесную перепалку с находящимся на балконе жителем расположенного по соседству на Рисштрассе (нем. Riesstraße) жилого дома. Мужчина, услышав выстрелы, принял их за петарды и даже бросил с балкона в сторону преступника пивную бутылку, сопровождая оскорбительными и расистскими оскорблениями. Во время этой ссоры преступник несколько раз выстрелил в сторону находящегося на балконе мужчины. При этом ранения получил другой 47-летний житель, находившийся на другом балконе и получивший ранения от осколков пули. В конце концов, преступник сделал ещё несколько выстрелов в сторону торгового центра, однако при этом никто не пострадал.
К этому времени в городе уже царила паника и здание торгового центра было оцеплено полицией. В 18:04 находящиеся на балконе торгового центра полицейские заметили преступника, при этом один из стражей порядка сделал одиночный выстрел в его сторону из пистолета-пулемёта, однако промахнулся. В результате преступник скрылся через эвакуационную лестницу, потеряв при этом два своих мобильных телефона, и, предположительно, на короткое время спрятался в кустах возле жилых домов на Рисштрассе, после чего направился в сторону Хенкиштрассе (нем. Henckystraße), где забрался в подъезд одного из жилых домов, а затем через подземный гараж на некоторое время укрылся в помещении для хранения велосипедов, где находился примерно до 20:26 часов. При этом, будучи ещё в подъезде жилого дома, он многократно контактировал с несколькими жильцами, не вызвав никаких подозрений у людей, не имевших представления о том, кто находился перед ними.

### Антитеррористическая операция и массовая паника

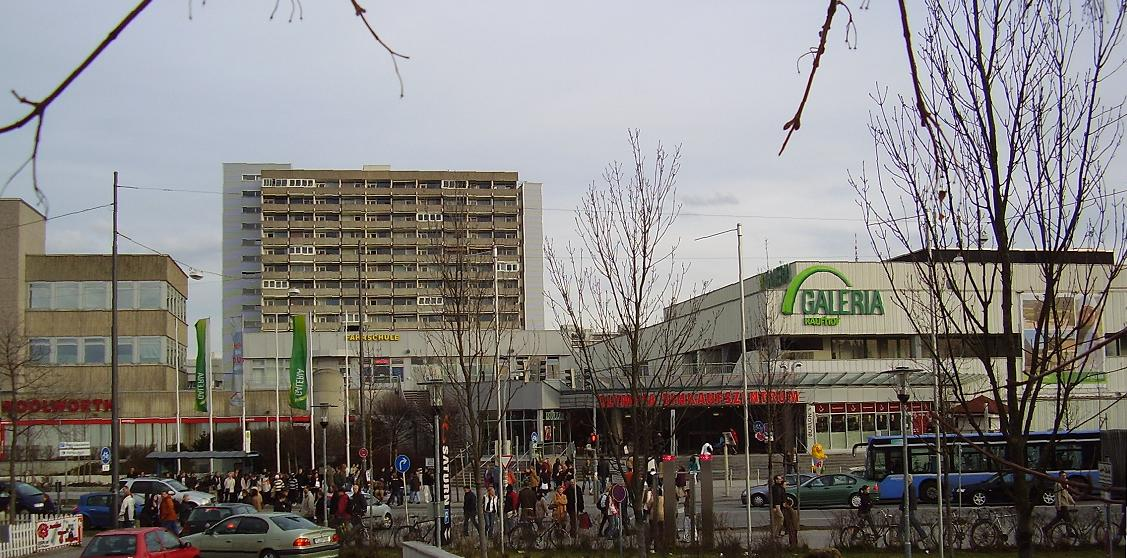
Площадь перед ТЦ «Олимпия», где продолжилось кровопролитие; на заднем плане — высотный жилой дом, с одним из жильцов которого преступник позднее вступил в словесную перепалку

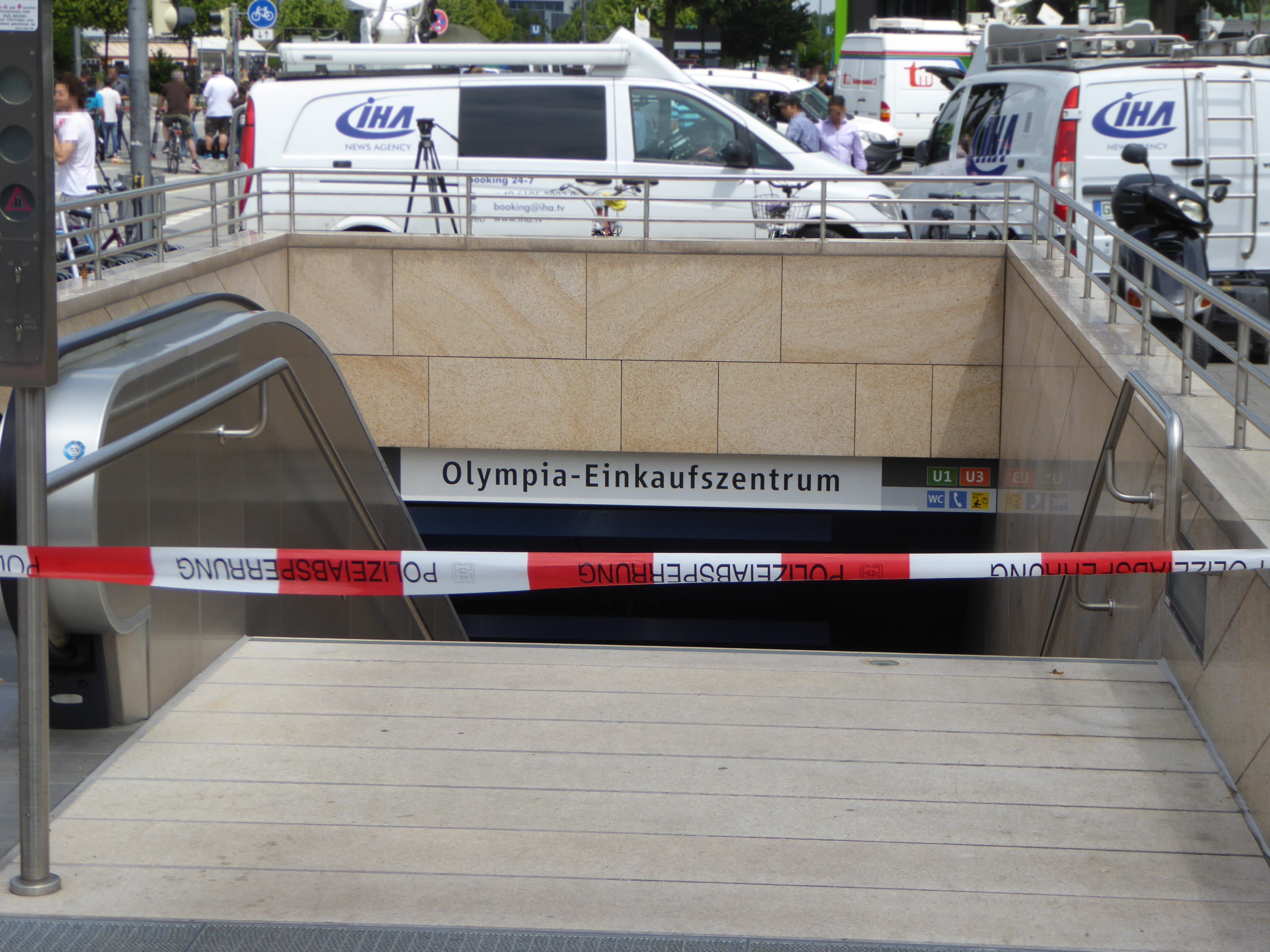
Перекрытая станция метро Olympia-Einkaufszentrum возле торгового центра

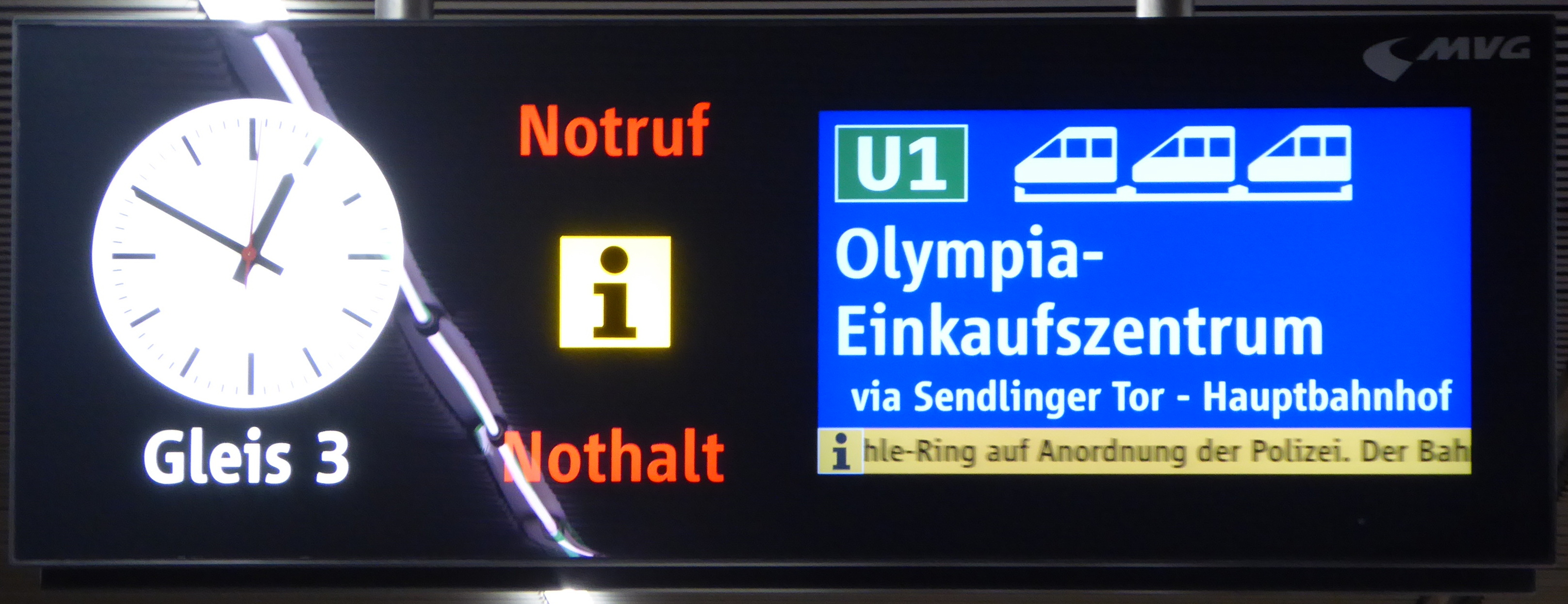
Информационное табло с сообщением о прекращении движения по метро-линии U1

Основываясь на показаниях свидетелей, полиция начала операцию по поиску трёх террористов с длинноствольным оружием. В социальных сетях практически сразу после событий стали стремительно распространяться два заснятых на мобильный телефон видеоролика с мест трагедии — стрельбы перед «Макдоналдсом» и словесной перепалки на крыше парковки. Кроме этих двух реальных видео также стали распространяться многочисленные слухи и откровенные фальсификации о террористических атаках в различных районах города. В частности, в сеть попали фотографии окровавленных тел, лежащих возле эскалатора и принадлежащих якобы жертвам теракта в «Олимпии», которые, как затем выяснилось, на самом деле относятся к теракту, совершённому в ЮАР в 2015 году. Другие фотографии лежащих на полу людей, как позже выяснилось, также были сделаны вовсе не в Мюнхене, а во время учебной антитеррористической операции в Манчестере (Великобритания).
Исходя из худшего сценария, в городе был введён режим чрезвычайного положения. Было полностью прекращено движение всего общественного транспорта — автобусов, трамваев, городских поездов и метро, эвакуирован главный железнодорожный вокзал. На крупных станциях пассажирам были предоставлены вагоны для ночлега. Многие улицы также были перекрыты, автомобильное движение приостановлено. Водителям такси было рекомендовано полностью прекратить перевозку пассажиров. Уже в 18 часов 35 минут полиция призвала горожан и гостей города избегать района вблизи торгового центра «Олимпия», а через полтора часа выступила с просьбой, по возможности, избегать общественных мест в пределах всего города. Кроме того, была эвакуирована территория в Олимпийском парке, на которой проводился фестиваль Tollwood и из соображений безопасности закрыты все рестораны, клубы и дискотеки в городе. Аэропорт Мюнхена продолжал работать в обычном режиме. В режим чрезвычайного положения с 18 часов 26 минут были переведены также все больницы города, весь персонал был вызван на службу, а университетская клиника приготовилась к массовому приёму пострадавших. В течение всего вечера полиция постепенно зачищала здание торгового центра «Олимпия», все посетители выводились из него с поднятыми руками, так как полиция опасалась, что стрелок мог затеряться среди эвакуировавшихся.
В Мюнхен был переброшен антитеррористический спецназ, задействовано несколько вертолётов со снайперами. Всего в спецоперации приняли участие более 2300 полицейских. Кроме баварской полиции, был задействован личный состав из Баден-Вюртемберга и Гессена, а также антитеррористические спецподразделения GSG 9 (ФРГ) и Cobra (Австрия).
После терактов в Ницце (14 июля) и в Вюрцбурге (18 июля), случившихся несколькими днями ранее, известия о стрельбе в торговом центре повергли жителей Мюнхена в массовую панику. В полицию стали поступать многочисленные сообщения о терактах по всему городу, в том числе в районах Карлсплац (Штахус), Мариенплац, на главном вокзале Мюнхена, а также и в других местах в центре города. В частности, массовая паника также охватила и ресторан «Хофбройхаус», в котором находилось более 1500 посетителей. После того как примерно в 19 часов в ресторан забежали люди, сообщившие о стрельбе в городе, посетители ресторана ударились в бегство, бросая личные вещи. Некоторые посетители даже выбивали окна, чтобы скорее покинуть помещение. При этом многие получили различные травмы. Правоохранительные органы немедленно реагировали на все сообщения, однако ни одно из них не было подтверждено. Полиция заявила о «ложной тревоге», вызванной паникой среди населения. Всего в этот вечер до полуночи полиция приняла 4310 сообщений, что в четыре раза превышает количество вызовов в обычные дни за такой же период времени. Всего за текущий вечер в полицию поступили сообщения о 64 различных перестрелках и двух фактах взятия в заложники, которые все оказались ложными.
С целью противодействия распространению ложной информации и ещё большего нагнетания паники мюнхенская полиция активно информировала население и гостей города со своего официального аккаунта в Твиттере на четырёх языках: немецком, английском, французском и турецком. Кроме того, полиция также попросила прекратить всевозможные спекуляции в социальных сетях до выяснения всех обстоятельств.

### Завершение операции и гибель убийцы
Через почти три часа после массового расстрела в 20:26 часов в ходе рейда полицейские встретили подозреваемого на Хенкиштрассе поднимающимся по лестнице в направлении к выходу из подземного гаража недалеко от Олимпийского парка примерно на расстоянии около 1 километра от места трагедии. После того, как службы правопорядка обратились к молодому человеку, тот незамедлительно вытащил пистолет и выстрелил себе в голову. Проведённая позднее экспертиза также показала, что смерть наступила в результате выстрела в голову, никаких других ранений на теле молодого человека обнаружено не было. Картина ранения в голову также согласуется с тем фактом, что «мюнхенский стрелок» был левшой.
После этого поиски возможных террористов — соучастников преступления продолжились дальше. Однако полученная ранее информация о трёх подозреваемых не нашла подтверждения. Трое мужчин, спешно покинувших место преступления и принятых свидетелями за убегающих террористов, были проверены полицией и, по результатам проверки, не имели отношения к совершённым убийствам. В 1:37 часов ночи полиция прекратила поиски потенциальных террористов, придя к выводам, что преступник действовал в одиночку, и сняла режим чрезвычайного положения в городе. Движение общественного транспорта в городе также было полностью возобновлено лишь после 1 часа ночи.

### Погибшие и пострадавшие
По официальным данным полиции, в результате нападения погибло 10 человек, включая самого стрелка. Ещё пятеро человек получили тяжёлые огнестрельные ранения, однако их удалось спасти. В общей сложности за медицинской помощью также обратились ещё 32 человека. Пострадавшие получили травмы разной степени тяжести в результате бегства и паники как на месте стрельбы, так и в других частях города в результате распространения слухов о терактах.
Среди убитых, в основном, дети и молодёжь (две девочки и шесть мальчиков и молодых мужчин): трое — 14 лет, двое — 15 лет, по одному — 17, 19 и 20 лет, и лишь одна из жертв — женщина 45 лет. Семь из девяти жертв были мусульманами. Трое из погибших принадлежали к различным цыганским народностям (двое — к синти и один — к косовским рома). Все девять погибших имели миграционные корни.
| Гражданство          | Имя жертвы                           | Возраст | Место смертельного ранения | Ссылки               |
| -------------------- | ------------------------------------ | ------- | -------------------------- | -------------------- |
| Германия             | Армеля Сегаши (Armela Segashi)       | 14 лет  | в «Макдоналдсе»            | [ 38 ] [ 39 ]        |
| Лицо без гражданства | Сабина Суляй (Sabina Sulaj)          | 14 лет  | в «Макдоналдсе»            | [ 38 ] [ 40 ]        |
| Турция · Германия    | Джан Лейла (Can Leyla)               | 14 лет  | в «Макдоналдсе»            | [ 38 ] [ 39 ] [ 41 ] |
| Турция · Германия    | Сельчук Кылыч (Selçuk Kılıç)         | 15 лет  | в «Макдоналдсе»            | [ 38 ] [ 39 ] [ 41 ] |
| Венгрия              | Роберто Рафаэль (Roberto Rafael)     | 15 лет  | в «Макдоналдсе»            | [ 40 ] [ 42 ]        |
| Греция               | Хусеин Дайцик (Χουσεΐν Νταϊτσίκ)     | 17 лет  | перед «Макдоналдсом»       | [ 40 ] [ 43 ]        |
| Турция               | Севда Даг (Sevda Dağ)                | 45 лет  | перед «Макдоналдсом»       | [ 39 ] [ 40 ] [ 41 ] |
| Германия             | Джулиано Кольман (Giuliano Kollmann) | 19 лет  | перед «Макдоналдсом»       | [ 38 ] [ 39 ]        |
| Республика Косово    | Диямант Забергя (Dijamant Zabergja)  | 20 лет  | в ТЦ «Олимпия»             | [ 38 ] [ 40 ] [ 44 ] |

Среди погибших трое — выходцы из Косова: две девочки 14 лет, одна из которых имела немецкий паспорт, а другая является лицом без гражданства, и 20-летний гражданин Косова. Также среди жертв — два мальчика 14-15 лет с двойным немецким и турецким гражданством, а также 45-летняя гражданка Турции, мать двоих детей. Кроме того, сообщается об одном греческом гражданине турецкого происхождения, одном 15-летнем венгерском гражданине и одном 19-летнем немецком гражданине с румынскими корнями. Все жертвы относятся к местному населению, среди них нет туристов или гостей города. Судебно-медицинская экспертиза впоследствии пришла к заключению, что все девять жертв либо погибли на месте, либо потеряли сознание, получив ранения, не совместимые с жизнью.
Ещё пятеро человек также получили тяжёлые огнестрельные ранения, среди них 13-летний подросток, сидевший за тем же столом в «Макдоналдсе», что и его пятеро погибших друзей, двое мужчин 27 и 60 лет, застигнутых пулей перед парковкой, 44-летняя женщина, получившая несколько пулевых ранений перед магазином электротехники, и 47-летний мужчина, получивший ранение от «шальной пули» на своём балконе в одном из прилежащих высотных жилых домов. Раненный 13-летний мальчик по имени Бенет, получивший пулевые ранения в лёгкое и в голову, является единственным выжившим из группы подростков, сидевших за общим столом в «Макдоналдсе», где Давид С. начал убийства.

## Расследование преступления
Расследованием дела занялась специальная комиссия, созданная Главным управлением криминальной полиции Баварии (нем. Bayerisches Landeskriminalamt) и первым отделом прокуратуры Мюнхена (нем. Staatsanwaltschaft München I). В ходе расследования было произведено в общей сложности более 2 тысяч допросов и просмотрено более тысячи видеофайлов. Окончательный доклад, содержащий более 170 страниц, был представлен 17 марта 2017 года.

### Биография и личность убийцы
Правоохранительным службам быстро удалось установить личность стрелка. Им оказался 18-летний школьник Давид Сонболи (нем. David Sonboly, род. 20 апреля 1998), имеющий немецкое и иранское гражданства. По сообщениям прессы, отец убийцы сам обратился в полицию, узнав своего сына на видео, которое распространялось в вечер трагедии. В первые дни после событий СМИ использовали разные личные имена стрелка. Одни источники называли его Давидом, другие — Али, а третьи — вовсе Али-Давидом. Как позже выяснилось, молодой человек родился и вырос под личным именем Али, однако в мае 2016 года (за десять недель до убийств) сразу же после наступления своего совершеннолетия официально изменил его на Давид, хотя одноклассники и продолжали называть его Али даже после того, как он запретил им это делать. Кроме того, по информации СМИ, в 2012 году отец молодого человека также изменял и фамилию семьи.
Родители убийцы прибыли в Германию из Ирана в 1990-х годах в качестве беженцев. Давид (тогда ещё — Али) и его на 4 года младший брат родились уже в Мюнхене и выросли в «проблемном» районе Хазенбергль, в котором проживает много мигрантов. Отец работал таксистом, а мать — продавцом в сети магазинов «Karstadt». Уже в средней школе Али подвергался моббингу со стороны одноклассников, а в 2012 году — побоям со стороны трёх подростков по пути со школы домой, в связи с чем тогда его имя появилось в качестве потерпевшего в полицейских рапортах. Позднее семья получила социальное жильё в новом жилом комплексе с дорогими квартирами в благополучном районе Максфорштадт, и мальчик перевёлся в школу в соседнем районе Нойхаузен, однако и там он не нашёл друзей и держался одиночкой. Здесь же в квартире, расположенной в тихом квартале на Дахауэр-штрассе в Максфорштадте, 18-летний молодой человек до последнего времени проживал вместе со своими родителями и младшим братом. Соседи описывали его как дружелюбного и всегда готового помочь молодого человека.
Как сообщается в итоговом докладе, Давид находился в изоляции в среде сверстников, чему во многом способствовали его психические особенности. Молодой человек испытывал трудности интеграции в общество и подвергался многолетнему моббингу со стороны одноклассников, в том числе физической травле. В частности, его имя дважды упоминалось в полицейских рапортах в качестве потерпевшего: в 2010 году, когда ему было 12 лет, в связи с кражей и в 2012 году, когда его избили трое подростков. Со временем у Давида развилось чувство ненависти по отношению к лицам, имеющим сходные характеристики (возраст, внешний вид, происхождение и образ жизни), что и подростки, годами подвергавшие его моббингу, в первую очередь — в отношении лиц юго-восточноевропейского происхождения, которых он также винил в своих школьных неудачах.
Кроме того, молодой человек страдал психическим расстройством, в результате чего неоднократно находился на психиатрическом лечении. В частности, у Давида наблюдались депрессия, синдром дефицита внимания и гиперактивности и социофобия. С июля по сентябрь 2015 года он даже находился на стационарном психиатрическом лечении в мюнхенской клинике Harlaching, а в последнее время проходил амбулаторную медикаментозную терапию. Последний раз молодой человек обращался за помощью к психиатру в июне 2016 года. Позднее токсикологическая экспертиза тела преступника показала лишь слабое присутствие медикаментов в его крови, что означает, что молодой человек полностью прекратил приём лекарств перед совершением убийств, несмотря на предписания врача.
Находясь в социальной изоляции Давид основную часть своего свободного времени проводил за компьютером, в первую очередь, играя в компьютерные игры — шутеры. В частности, он играл в Counter-Strike: Source. По сообщениям его партнёров по онлайн-играм, Давид выбирал в игровых чатах в качестве никнеймов слова вроде Hass («ненависть») и Amokläufer («массовый убийца»). Также по сообщениям СМИ со ссылкой на одноклассников Давида, утром в день трагедии молодой человек якобы провалил один из экзаменов в школе.

### Орудие убийств и пути его приобретения

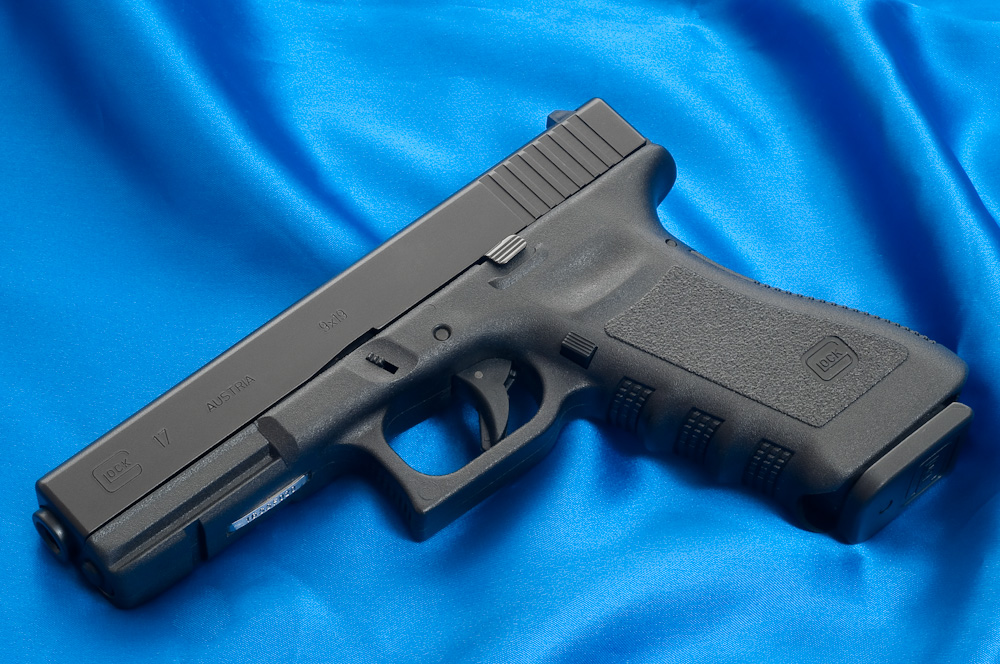
Образец пистолета модели Glock 17 (фото реального орудия убийств из архива дела можно посмотреть здесь)

Убийства были совершены с помощью пистолета модели Glock 17 калибра 9×19 мм с затёртым серийным номером. В магазине пистолета были обнаружены неизрасходованные патроны. Кроме того, в рюкзаке стрелка находились ещё 300 патронов для перезарядки. Всего Давид на месте преступления совершил как минимум 59 выстрелов, в том числе в помещении «Макдоналдса» были найдены 18 гильз, на улице перед рестораном — ещё 16 гильз. Экспертиза показала, что все боеприпасы были изготовлены одним и тем же производителем. Пистолет был изготовлен в Словакии и в 2014 году был «обезврежен» и переделан из боевого пистолета в театральный макет. По-видимому, позднее он был снова переделан в боевое оружие.
Пистолет и боеприпасы были приобретены убийцей через анонимную сеть «Даркнет» за 4000 евро у 31-летнего гражданина Германии. Передача товара состоялась 20 мая 2016 года в Марбурге. По данным следствия, Давид длительное время самостоятельно копил необходимую для покупки оружия сумму. После покупки боеприпасов Давид в течение нескольких дней тренировался в стрельбе в подвале собственного дома, где он израсходовал не менее 107 патронов, стреляя по стопке газет и снимая происходящее на видео. Согласно проведённой экспертизе, из-за особенностей строения здания выстрелы заглушались и не могли быть однозначно идентифицированы жильцами дома, что подтверждают и результаты их опроса. Израсходовав большую часть купленных боеприпасов для тренировок, 18 июля 2016 года за четыре дня до убийств Давид снова обратился к тому же продавцу, приобретя у него дополнительные боеприпасы на сумму 350 евро. Передача товара снова состоялась в Марбурге. В общей сложности как на месте преступления, так и в подвале убийцы полицией было зафиксировано 567 патронов и пустых гильз.

### Праворадикальные взгляды Давида Сонболи
В ходе расследования было получено множество указаний на наличие ультраправых взглядов у Давида Сонболи. По словам его партнёров по онлайн-играм, в игровых чатах он нередко высказывал антитурецкие и антисемитские оскорбления, а также открыто симпатизировал убийце из Виннендена и оскорблял Тугче Албайрак. Кроме того выяснилось, что летом 2015 года Давид даже ездил в город Винненден (Баден-Вюртемберг), где в марте 2009 года 17-летний Тим Кретчмер застрелил 15 человек и затем совершил самоубийство, и делал фотографии с места преступления, которые полиция позднее обнаружила на фотокамере Давида во время обыска его комнаты. В мае 2015 будущий убийца также ездил в город Бад-Зоден-Зальмюнстер (Гессен), чтобы посетить могилу убитой в ноябре 2014 года турецкой студентки Тугче Албайрак и сфотографировал её надгробье. Согласно показаниям свидетелей, Давид унизительно высказывался в адрес убитой и смеялся над её гибелью.
Особенно восхищался Давид совершённым 22 июля 2011 года Андерсом Брейвиком массовым убийством в Норвегии. СМИ обратили внимание на то, что дата совершения Давидом убийств точно выпала на пятую годовщину теракта в Норвегии. Также на компьютере Давида полиция обнаружила и похожий на «манифест Брейвика» документ, свидетельствующий о том, что молодой человек планировал своё массовое убийство как минимум с лета 2015 года. Кроме того, двухстраничный «манифест», написанный точно за год до совершения убийств, содержит фантазии Давида об экзекуции «тараканов» и «унтерменшей» турецко-балканского происхождения — «вирусом», поразившим район Хазенбергл, в котором он вырос, а текстовый документ с названием «Сейчас я уничтожу всех немецких турок», созданный в день убийств, содержит фразу: «Моббинг будет сегодня оплачен».
Будущий убийца в течение длительного времени тщательно планировал преступление, развивая в себе фантазии о мести и изучая материалы по теме, касающейся преступлений в состоянии «амока». В ходе обыска в его комнате были найдены книга Петера Лангмана «Амок в голове — почему ученики убивают», посвящённая стрельбе в школах, а также различные газетные вырезки о массовых убийствах и материалы в электронном виде по теме преступлений в состоянии «амока».
По информации прессы, Давид Сонболи очень гордился тем, что родился в тот же день, что и Гитлер (20 апреля), и считал себя «дважды арийцем», будучи как иранцем, так немцем одновременно. В многочисленных видео, сделанных самим Давидом, он неоднократно с ненавистью высказывался о людях турецкого и балканского происхождения, обвиняя их в своих неудачах и травле, а также высказывал свои желания о мести во время своих тренировок в стрельбе в подвале.

## Вопрос о соучастии других лиц
Главным вопросом, который долгое время занимал немецкие службы правопорядка и безопасности, оставалось возможное соучастие других лиц в подготовке или осуществлении преступления или наличие лиц, знавших о планах убийцы и не сообщивших о готовящемся преступлении. В ходе расследования полицейским многократно приходилось сталкиваться с потенциальными соучастниками преступления, однако все подозрения впоследствии были сняты. Следователи пришли к выводам, что Давид в одиночку подготовил и осуществил убийства. Кроме того,
была исключена возможность того, что о намерениях преступника могли знать или догадываться члены семьи, лечащие врачи, учителя или другим лица из его социального окружения. В декабре 2017 года появились новые факты о возможных контактах убийцы с другим аналогичным преступником из США, следствие в этом направлении продолжается.

### Поиски возможных соучастников
Следствие в отношении 16-летнего Самера Р., с которым Давид С. встречался непосредственно перед совершением убийств, было завершено. По версии следствия, Давид, покинув квартиру родителей незадолго до 16 часов добрался до Макдональдса, в котором позднее были совершены убийства, на своём велосипеде, где у него была запланирована встреча с Самером. Молодые люди расстались вскоре после 17 часов возле входа в метро, после чего Давид вернулся в ресторан быстрого питания, где с 17:08 часов находился до начала убийств, лишь однажды выходив на улицу на пять минут, а затем в 17:50 отправился в туалет на первом этаже (в Германии нумерация начинается с нулевого этажа), чтобы вытащить оружие из своего рюкзака. Полиция не нашла доказательств того, что Самер знал о намерениях Давида. В прессе сообщалось, что 16-летний приятель убийцы афганского происхождения сам обратился в полицию ещё в вечер убийств, опознав своего знакомого на распространявшихся в сети видео. Вечером в воскресенье 24 июля 2016 года подросток был арестован по подозрению в недонесении о готовящемся преступлении. В ходе расследования на телефоне задержанного подростка был восстановлен удалённый чат в WhatsApp, подтверждающий, что стрелок и его приятель встречались на месте преступления незадолго до начала убийств. Как выяснилось, молодые люди познакомились в 2015 году во время пребывания на стационарном психиатрическом лечении. Подросток по решению судьи был выпущен на свободу, однако уже к концу той же недели после ходатайства югендамта (ювенальная служба в Германии) был помещён в закрытое психиатрическое заведение.
Также в ходе расследования полиция вышла на 15-летнего подростка (без миграционных корней) из Герлингена, с которым Давид в интернете общался на тему массовых убийств. 27 июля 2016 года в квартире родителей подростка было найдено оружие, химикалии, а также инструкции по изготовлению бомбы, после чего подросток был арестован и принудительно направлен в психиатрическую клинику в связи с возможным планированием собственного нападения на свою школу. По словам подростка, он, действительно, из-за личных и школьных проблем фантазировал о массовом убийстве, но впоследствии отказался от своих планов. Следователи пришли к заключению, что 15-летний подросток не знал о конкретных планах Давида, касающихся готовящегося массового убийства.
Особую озабоченность следователей вызвал обнаруженный на компьютере Давида чат с неким аккаунтом по имени Бастиан, в котором будущий убийца подробно рассказывал о своих планах готовившегося массового убийства, а также называл другие возможные подходящие места для совершения преступления. Однако по результатам судебно-психиатрической экспертизы следователи пришли к заключению, что с почти стопроцентной вероятностью «Бастиан» является фиктивной личностью, созданной самим преступником. В прессе сообщалось, что в тексте переписки с «Бастианом» впервые можно увидеть обозначенные мотивы для будущего преступления, среди которых значатся «месть за невинных жертв моббинга» и уничтожение салафитов. Отмечается, что у убийцы уже ранее было обнаружено несколько поддельных учётных записей в социальных сетях. В частности, Давид с помощью поддельной учётной записи на имя Селины Аким (нем. Selina Akim) в «Фейсбуке» сделал четыре записи с приглашениями в 22 августа в 16 часов прийти в тот самый филиал «Макдоналдса», где он позднее устроил бойню. Однако среди жертв убийцы не оказалось тех, кто получил его сообщения. Также полиция установила, что среди жертв не оказалось и одноклассников убийцы.
Позднее также выяснилось о контактах Давида С. с 21-летним американцем Уильямом А., совершившим массовое убийство 7 декабря 2017 года в школе Aztec High School в штате Нью-Мексико. Молодые люди познакомились весной 2016 года на игровом онлайн-сервисе Steam, где создали группу «Anti-Refugee Club» («Клуб против беженцев»). Впервые данную связь установили сотрудники ФБР через два дня после убийств и немедленно информировали немецких коллег. В связи с этим фактом расследование дела было возобновлено.

### Судебный процесс над продавцом оружия
16 августа 2016 года в Марбурге в ходе спецоперации во время передачи проданного через «Даркнет» оружия подставному клиенту 31-летний мужчина, продавший оружие и боеприпасы Давиду Сонболи, а также его сожительница-подельница были арестованы. В марте 2017 года прокуратура Мюнхена кроме обвинений в незаконном обороте оружия предъявила задержанному мужчине также обвинения в причинении смерти по неосторожности (§ 222 УК ФРГ) в девяти случаях и нанесении тяжких телесных повреждениях (§ 229 УК ФРГ) в пяти случаях. Мужчина был заключён под стражу в августе 2016 года.
Судебные слушания начались 28 августа 2017 года. Первоначально следствие исходило из того факта, что продавец оружия Филипп К. не был посвящён в планы убийцы, однако адвокаты жертв с самого начала оспаривали этот факт. В конце октября 2017 года судебные заседания были приостановлены из-за необходимости проверки новых доказательств, в частности 2234 страниц чат-протоколов как самого подсудимого Филлипа К., так и погибшего преступника Давида С. из «Даркнета», и возобновились 1 декабря 2017 года. В ходе слушаний выяснилось, что Филипп К. сам имел праворадикальные взгляды и симпатизировал NSU, в связи с чем адвокаты, выступающие на стороне семей погибщих, заявили о желании добиться переквалификации дела как сооучастие в умышленном убийстве (§ 27 УК ФРГ).
Приговор был вынесен 18 января 2018 года. Филлипа К. был признан виновным в причинении смерти по неосторожности в девяти случаях, причинении тяжких телесных повреждений, а также в нелегальной тогровле оружия и приговорён к семи годам тюремного заключения. Приговор ещё не вступил в силу, и адвокаты осуждённого заявили о том, что будут готовить обжалование. Данный приговор является уникальным: впервые в истории Германии по данной статье осуждён продавец оружия, непосредственно не участвующий в совершении убийств.

## Дебаты о классификации преступления

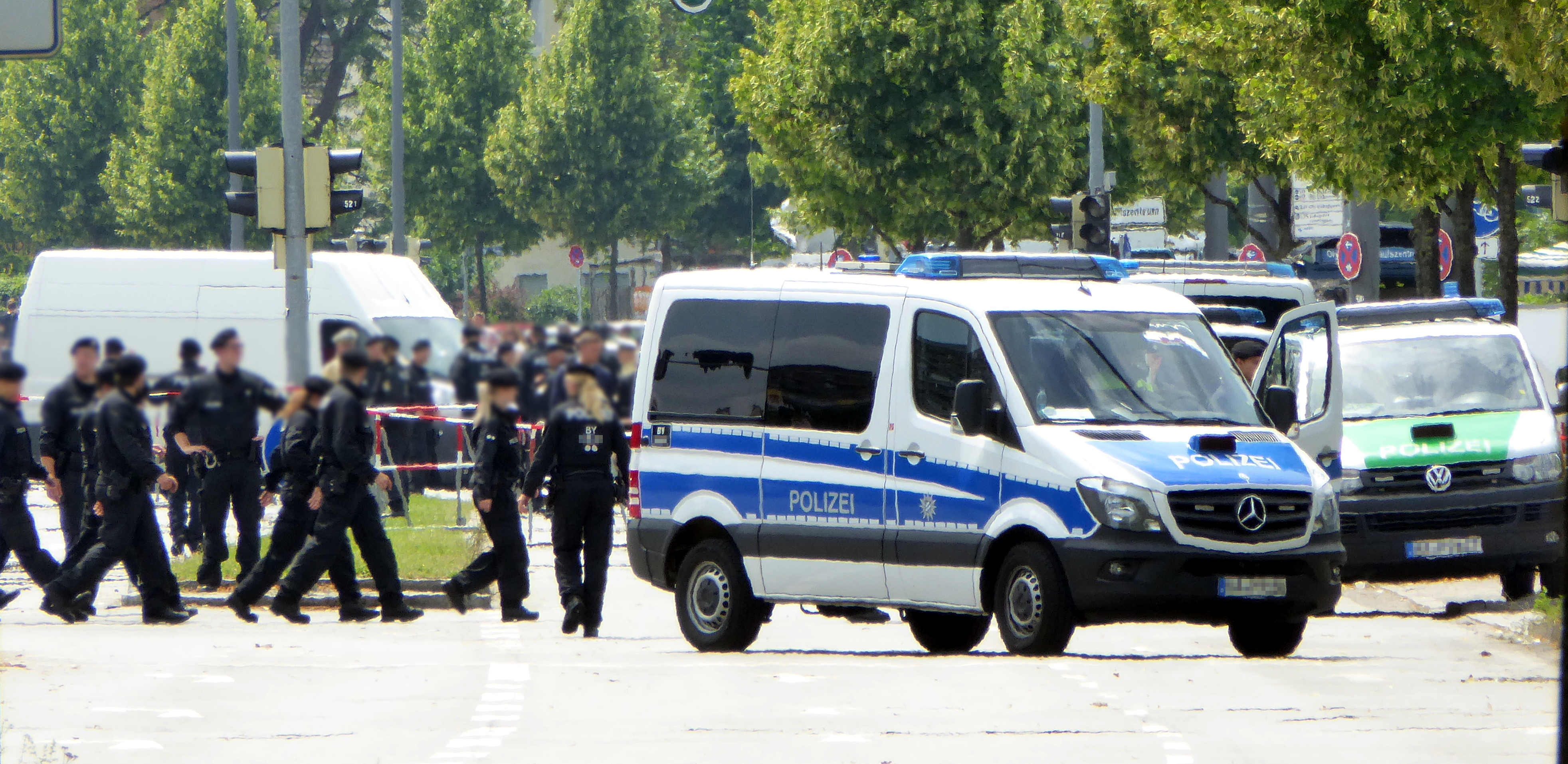
Оцепленная полицией территория вокруг ТЦ «Олимпия», 23 июля 2016 года

### Официальная позиция
Полиция и прокуратура Баварии официально рассматривают произошедшую 22 июля 2016 года трагедию как «классический амок», хотя и признают наличие у убийцы праворадикальных взглядов, о чём свидетельствуют выводы опубликованного в марте 2017 года окончательного отчёта. В Германии под амоком (нем. Amoklauf) понимают всякое массовое убийство (или даже его попытку), совершённое одиночкой в общественном месте с применением оружия, способного причинить смерть, и в течение ограниченного временного отрезка без периодов «эмоционального остывания» между убийствами. Вместе с тем, следователи пришли к выводам об отсутствии убедительных доказательств, которые могли бы свидетельствовать о том, что преступник целенаправленно выбирал свои жертвы — все они, по версии следствия, являются случайными и не имеют к убийце прямого отношения. Также был сделан вывод об отсутствии политических мотивов при совершении убийств.
Полностью были исключены связи с исламистским терроризмом и текущим кризисом с беженцами в Европе. Против связи с «Исламским государством», «Аль-Каидой» или другими суннитскими исламистскими террористическими организациями говорит также и иранское происхождение стрелка, имеющего шиитское вероисповедание.
В апреле 2017 года был опубликован доклад Министерства Внутренних дел Баварии, в котором также констатировалось наличие у убийцы расистских и праворадикальных экстремистских взглядов, однако основным мотивом убийств называлась месть вследствие многолетнего моббинга со стороны сверстников. В Баварском министерстве по защите конституции охарактеризовали преступника скорее как «психически больного мстителя», чем «террориста». В июне 2018 года по заказу Главного управления криминальной полиции Баварии был подготовлен экспертный доклад, в котором преступление также было оценено как «амок», а не «праворадикальный теракт».
В то же время Федеральное управление юстиции Германии (нем. Bundesamt für Justiz, не путать с Федеральным министерством юстиции, подразделением которого оно является) в марте 2018 года официально классифицировало преступление как «праворадикальный теракт», в связи с чем пострадавшие и члены семей погибших имеют право на получение компенсации жертвам терактов по немецкому законодательству.

### Критика и дискуссии
Классификация преступления как «амока» встречает резкую критику, в частности, со стороны Левой партии, представители которой требуют классификации преступления как праворадикального теракта. Кроме того, имеются указания на то, что продавец оружия Филипп К. также имел ярко выраженные праворадикальные и даже неонацистские взгляды, что может свидетельствовать о том, что он был посвящён в планы Давида Сонболи.
По заказу правительства Мюнхена была проведена независимая научная экспертиза, выполненная независимо друг от друга тремя специалистами в области социологии, политологии и праворадикального экстремизма — Кристофом Копке, Маттиасом Квентом и Флорианом Хартлибом. В опубликованном в октябре 2017 года докладе эксперты пришли к выводам о политическом мотиве убийств. В своём докладе Копке говорит о том, что преступление полностью удовлетворяет критериям преступления на почве ненависти и попадают под определение политически мотивированного преступления. Квент называет преступника «террористом-одиночкой». Хартлиб называет убийцу «одиноким волком» и причисляет преступление к категории правого терроризма.
Депутаты Мюнхенского городского совета от партий СДПГ, ХСС и «Зелёных», составляющие вместе 78 % всех мест, обратились к правоохранительным органам Баварии с требованием классифицировать преступление в качестве праворадикального терроризма. Общественные дискуссии по данном вопросу не завершены. Управление криминальной полиции Баварии начало повторную проверку наличия праворадикальных мотивов преступления в связи с новыми деталями, связанными с личностью продавца оружия, а также с результатами независимых экспертиз.

## Реакция и оценки

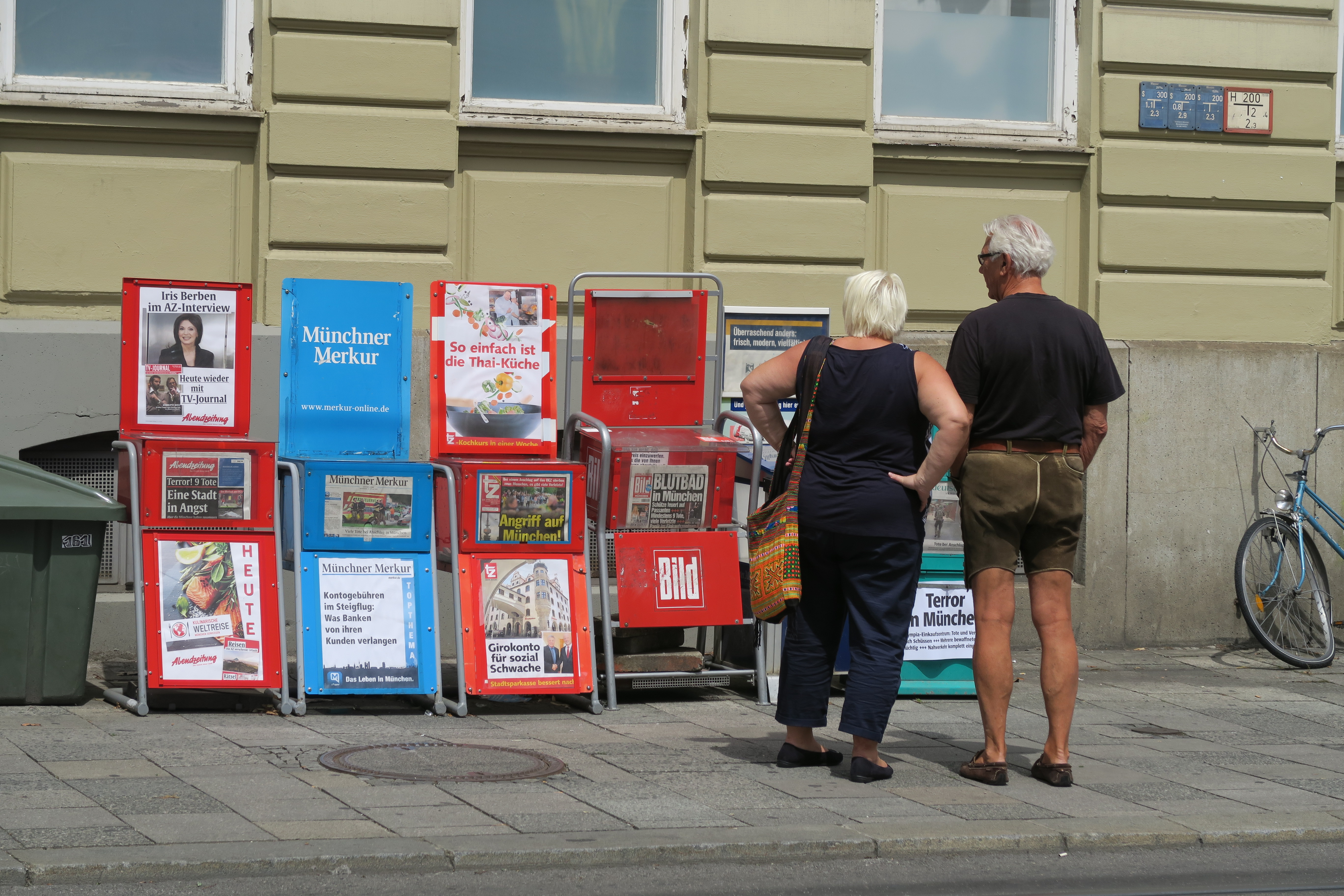
Газетные заголовки 23 июля 2016 года

Министр внутренних дел ФРГ Томас де Мезьер отменил свой отпуск в США и в субботу утром вылетел в Берлин на экстренное заседание с главами федеральной полиции, Федерального ведомства уголовной полиции, Федеральной службы защиты конституции и Федеральной разведывательной службы. Премьер-министр Баварии Хорст Зеехофер и министр внутренних дел Йоахим Херрман также назначили кризисную встречу.
Главы многих государств выразили свои соболезнования пострадавшим, среди них — президент США Барак Обама, президент Франции Франсуа Олланд, министр иностранных дел Великобритании Борис Джонсон, канцлер Австрии Кристиан Керн, президент России Владимир Путин и другие. 23 июля Эйфелева башня в Париже в знак траура и солидарности с Германией была подсвечена в национальные цвета Германии.
Из-за трагедии в Мюнхене в субботу были отменены практически все крупные спортивные и культурные мероприятия в городе, в том числе и начавшийся в пятницу пивной фестиваль Tollwood. В то же время берлинская полиция заявила об остсутствии необходимости отменять крупные мероприятия в других городах. В частности, в субботу 23 июля в Берлине запланированно состоялся один из крупнейших гей-прайдов в Европе — Christopher Street Day.
События 22 июля 2016 года стали первой крупнейшей трагедией такого масштаба в Мюнхене после теракта на Олимпийских играх в сентябре 1972 года и теракта на Октоберфесте в сентябре 1980 года. Также отмечается, что массовое убийство в Мюнхене 2016 года стало одним из самых кровопролитных массовых убийств в состоянии амока за всю историю ФРГ, уступая лишь расстрелу в гимназии Гуттенберг в Эрфурте в 2002 году и расстрелу в средней школе Альбертвиль в Виннендене в 2009 году. Международная пресса, оценивая события в Мюнхене, говорит о повышении террористической угрозы в Германии и не всегда может понять, почему немцы делают разницу между терактом и амоком, «облегчённо вздыхая» в случае последнего.
В следующие дни после массового убийства в социальных сетях значительно возросло количество сообщений и угроз о готовящихся терактах и массовых убийствах на территории Германии. Полиция выступила с официальным заявлением, что в случае умышленного ложного сообщения шутникам будут предъявлены счета в расчёте 54 евро в час за каждого занятого полицейского и 3460 евро в час за каждый использованный вертолёт. В декабре 2017 года в прессе сообщалось, что в течение года после преступления полиция Мюнхена возбудила 32 уголовных дела в связи с ложными сообщениями о терактах. Нарушителям были предъявлены штрафы, составляющие в среднем около 500 евро.
К первой годовщине событий 22 июля 2017 года на площади возле торгового центра «Олимпия» в рамках траурной церемонии был открыт мемориал жертвам трагедии. Мемориал представляет собой изготовленное из нержавеющей стали металлическое кольцо радиусом в 2,5 метра, на котором размещены девять фотографий с именами жертв, окружающее зелёный участок с гинкго-деревом в центре. Автором проекта стала мюнхенская скульпторша Эльке Хертель, выигравшая конкурс на изготовление мемориала. В выборе победителя из семи претендентов участвовали также и семьи погибших.
Режиссёр израильского происхождения Яэль Ронен, проживающая в Германии, посвятила свой спектакль «Point of no Return» событиям 22 июля в торговом центре «Олимпия». Группа школьников-десятиклассников из Унтерхахинга сняла документальный фильм «Незабытые» (нем. Unvergessen) о девяти жертвах убийств, повествуя с точки зрения убитых и пострадавших. Авторы фильма подвергли критике стиль освещения событий трагедии, при котором фокус делался на убийцу, оставив личности жертв в стороне.
Родители Давида С. в результате многочисленных угроз расправой были приняты в программу по защите жертв и получили новые идентичности. Семья покинула Германию и перебралась в Австрию.